# Artur Ardavichus
Pas d'image ? Cliquez ici
Artur Ardavichus, né le 5 mai 1971 à Almaty, est un pilote kazakh, spécialisé dans les rallyes raids dans la catégorie camion.
Le kazakh termine troisième du rallye Dakar 2012, et remporte la 10e étape au Chili à Iquique.

## Palmarès

### Résultats au Rallye Dakar
| Année | Catégorie | Marque | Position | Victoires d'étapes |
| ----- | --------- | ------ | -------- | ------------------ |
| 2011  | camion    | Kamaz  | 8e       | -                  |
| 2012  | camion    | Kamaz  | 3e       | 1                  |
| 2013  | camion    | Kamaz  | Abd.     | -                  |
| 2014  | camion    | Tatra  | 14e      | -                  |
| 2015  | camion    | Tatra  | 22e      | -                  |
| 2016  | camion    | Tatra  | 11e      | -                  |
| 2017  | camion    | MAN    | 26e      | -                  |
| 2018  | camion    | Iveco  | 4e       | -                  |

### Autre
- Rallye des Pharaons 2015 : vainqueur en catégorie camion